# Masters of Formula 3 2003
De Marlboro Masters of Formula 3 2003 was de dertiende editie van de Masters of Formula 3. De race, waarin Formule 3-teams uit verschillende Europese kampioenschappen tegen elkaar uitkomen, werd verreden op 10 augustus 2003 op het Circuit Park Zandvoort.
De race werd gewonnen door Christian Klien voor ADAC Berlin Brandenburg. Piquet Sports-coureur Nelson Piquet jr. en Prema Powerteam-coureur Ryan Briscoe maakten het podium compleet.

## Inschrijvingen
| Team                       | No | Rijder                 | Chassis | Motor       | Kampioenschap        |
| -------------------------- | -- | ---------------------- | ------- | ----------- | -------------------- |
| Signature-Plus             | 1  | Fábio Carbone          | Dallara | Renault     | Formule 3 Euroseries |
| Signature-Plus             | 2  | Nicolas Lapierre       | Dallara | Renault     | Formule 3 Euroseries |
| Prema Powerteam            | 3  | Ryan Briscoe           | Dallara | Opel        | Formule 3 Euroseries |
| Prema Powerteam            | 4  | Robert Kubica          | Dallara | Opel        | Formule 3 Euroseries |
| Prema Powerteam            | 6  | Katsuyuki Hiranaka     | Dallara | Opel        | Formule 3 Euroseries |
| Piquet Sports              | 7  | Nelson Piquet jr.      | Dallara | Mugen-Honda | Britse Formule 3     |
| Carlin Motorsport          | 8  | Alan van der Merwe     | Dallara | Mugen-Honda | Britse Formule 3     |
| Carlin Motorsport          | 9  | Jamie Green            | Dallara | Mugen-Honda | Britse Formule 3     |
| Carlin Motorsport          | 10 | Richard Antinucci      | Dallara | Mugen-Honda | Britse Formule 3     |
| Carlin Motorsport          | 11 | Ronnie Bremer          | Dallara | Mugen-Honda | Britse Formule 3     |
| ASM                        | 12 | Olivier Pla            | Dallara | Mercedes    | Formule 3 Euroseries |
| ASM                        | 14 | Bruno Spengler         | Dallara | Mercedes    | Formule 3 Euroseries |
| ASM                        | 15 | Alexandre Prémat       | Dallara | Mercedes    | Formule 3 Euroseries |
| Target Racing              | 16 | Omar Galeffi           | Dallara | Opel        | Italiaanse Formule 3 |
| Target Racing              | 17 | Fausto Ippoliti        | Dallara | Opel        | Italiaanse Formule 3 |
| Lucidi Motors              | 18 | Gregory Franchi        | Dallara | Opel        | Italiaanse Formule 3 |
| Team Ghinzani Euroc S.A.M. | 19 | Robert Doornbos        | Dallara | Mugen-Honda | Formule 3 Euroseries |
| Team Ghinzani Euroc S.A.M. | 20 | Álvaro Parente         | Dallara | Mugen-Honda | Formule 3 Euroseries |
| Team Ghinzani Euroc S.A.M. | 21 | Philipp Baron          | Dallara | Mugen-Honda | Formule 3 Euroseries |
| ADAC Berlin Brandenburg    | 22 | Christian Klien        | Dallara | Mercedes    | Formule 3 Euroseries |
| ADAC Berlin Brandenburg    | 23 | Markus Winkelhock      | Dallara | Mercedes    | Formule 3 Euroseries |
| Team Rosberg               | 24 | Andreas Zuber          | Dallara | Opel        | Formule 3 Euroseries |
| Team Rosberg               | 25 | Nico Rosberg           | Dallara | Opel        | Formule 3 Euroseries |
| Kolles                     | 26 | Charles Zwolsman       | Dallara | Mercedes    | Formule 3 Euroseries |
| Kolles                     | 27 | Jan Heylen             | Dallara | Mercedes    | Formule 3 Euroseries |
| Superfund TME              | 28 | Bernhard Auinger       | Dallara | Toyota      | Formule 3 Euroseries |
| Superfund TME              | 29 | Sakon Yamamoto         | Dallara | Toyota      | Formule 3 Euroseries |
| Team Corbetta/Ombra        | 30 | Stefano Gattuso        | Dallara | Mugen-Honda | Italiaanse Formule 3 |
| Team Corbetta/Ombra        | 31 | Davide Mazzoleni       | Dallara | Mugen-Honda | Italiaanse Formule 3 |
| Alan Docking Racing        | 33 | Will Davison           | Dallara | Mugen-Honda | Britse Formule 3     |
| Alan Docking Racing        | 34 | João Paulo de Oliveira | Dallara | Mugen-Honda | Britse Formule 3     |
| Manor Motorsport           | 35 | Clivio Piccione        | Dallara | Mugen-Honda | Britse Formule 3     |
| Manor Motorsport           | 36 | Stefano Fabi           | Dallara | Mugen-Honda | Britse Formule 3     |
| Manor Motorsport           | 37 | Tor Graves             | Dallara | Mugen-Honda | Britse Formule 3     |
| Hitech Racing              | 38 | Danny Watts            | Dallara | Renault     | Britse Formule 3     |
| Hitech Racing              | 39 | Éric Salignon          | Dallara | Renault     | Britse Formule 3     |
| Hitech Racing              | 40 | Andrew Thompson        | Dallara | Renault     | Britse Formule 3     |
| Opel Team KMS              | 41 | Timo Glock             | Dallara | Opel        | Formule 3 Euroseries |
| Menu F3 Motorsport         | 42 | Adam Carroll           | Dallara | Opel        | Britse Formule 3     |
| Menu F3 Motorsport         | 43 | Billy Asaro            | Dallara | Opel        | Britse Formule 3     |
| Swiss Racing Team          | 45 | César Campaniço        | Dallara | Opel        | Formule 3 Euroseries |
| Swiss Racing Team          | 46 | Marcel Lasée           | Dallara | Opel        | Formule 3 Euroseries |
| Fortec Motorsport          | 48 | Ernesto Viso           | Dallara | Renault     | Britse Formule 3     |
| Fortec Motorsport          | 49 | Robert Dahlgren        | Dallara | Renault     | Britse Formule 3     |
| MB Racing Performance      | 50 | Daniel la Rosa         | Dallara | Opel        | Formule 3 Euroseries |
| MB Racing Performance      | 51 | Alexandros Margaritis  | Dallara | Opel        | Formule 3 Euroseries |
| Imola Racing               | 53 | Giacomo Piccini        | Dallara | Opel        | Italiaanse Formule 3 |

## Race
| Positie | Nr. | Rijder                 | Team                       | Ronden | Tijd/Verschil       | Grid |
| ------- | --- | ---------------------- | -------------------------- | ------ | ------------------- | ---- |
| 1       | 22  | Christian Klien        | ADAC Berlin Brandenburg    | 25     | 44:32.801           | 2    |
| 2       | 7   | Nelson Piquet jr.      | Piquet Sports              | 25     | +0.321              | 1    |
| 3       | 3   | Ryan Briscoe           | Prema Powerteam            | 25     | +3.006              | 3    |
| 4       | 2   | Nicolas Lapierre       | Signature-Plus             | 25     | +9.518              | 4    |
| 5       | 9   | Jamie Green            | Carlin Motorsport          | 25     | +15.138             | 5    |
| 6       | 23  | Markus Winkelhock      | ADAC Berlin Brandenburg    | 25     | +15.731             | 7    |
| 7       | 12  | Olivier Pla            | ASM                        | 25     | +16.243             | 8    |
| 8       | 8   | Alan van der Merwe     | Carlin Motorsport          | 25     | +16.585             | 12   |
| 9       | 15  | Alexandre Prémat       | ASM                        | 25     | +17.210             | 9    |
| 10      | 1   | Fábio Carbone          | Signature-Plus             | 25     | +17.810             | 13   |
| 11      | 11  | Ronnie Bremer          | Carlin Motorsport          | 25     | +18.063             | 15   |
| 12      | 34  | João Paulo de Oliveira | Alan Docking Racing        | 25     | +18.540             | 18   |
| 13      | 42  | Adam Carroll           | Menu F3 Motorsport         | 25     | +19.298             | 6    |
| 14      | 49  | Robert Dahlgren        | Fortec Motorsport          | 25     | +19.877             | 18   |
| 15      | 50  | Daniel la Rosa         | MB Racing Performance      | 25     | +22.132             | 16   |
| 16      | 33  | Will Davison           | Alan Docking Racing        | 25     | +22.410             | 27   |
| 17      | 27  | Jan Heylen             | Kolles                     | 25     | +23.835             | 25   |
| 18      | 19  | Robert Doornbos        | Team Ghinzani Euroc S.A.M. | 25     | +24.384             | 29   |
| 19      | 35  | Clivio Piccione        | Manor Motorsport           | 25     | +24.804             | 29   |
| 20      | 36  | Stefano Fabi           | Manor Motorsport           | 25     | +25.811             | 30   |
| 21      | 37  | Tor Graves             | Manor Motorsport           | 25     | +32.307             | 33   |
| 22      | 22  | Álvaro Parente         | Team Ghinzani Euroc S.A.M. | 25     | +32.678             | 28   |
| 23      | 38  | Danny Watts            | Hitech Racing              | 25     | +32.973             | 14   |
| 24      | 48  | Ernesto Viso           | Fortec Motorsport          | 25     | +36.244             | 34   |
| 25      | 40  | Andrew Thompson        | Hitech Racing              | 25     | +36.989             | 37   |
| 26      | 24  | Andreas Zuber          | Team Rosberg               | 25     | +38.805             | 22   |
| 27      | 14  | Bruno Spengler         | ASM                        | 25     | +39.077             | 24   |
| 28      | 46  | Marcel Lasée           | Swiss Racing Team          | 25     | +41.594             | 36   |
| 29      | 6   | Katsuyuki Hiranaka     | Prema Powerteam            | 25     | +41.866             | 32   |
| 30      | 41  | Timo Glock             | Opel Team KMS              | 25     | +43.515             | 31   |
| 31      | 26  | Charles Zwolsman       | Kolles                     | 22     | +3 ronden           | 26   |
| 32      | 10  | Richard Antinucci      | Carlin Motorsport          | 14     | +11 ronden          | 10   |
| 33      | 4   | Robert Kubica          | Prema Powerteam            | 13     | +12 ronden          | 20   |
| DNF     | 51  | Alexandros Margaritis  | MB Racing Performance      | 6      | Uitgevallen         | 21   |
| DNF     | 28  | Bernhard Auinger       | Superfund TME              | 6      | Uitgevallen         | 21   |
| DNF     | 39  | Éric Salignon          | Hitech Racing              | 5      | Uitgevallen         | 11   |
| DNF     | 43  | Billy Asaro            | Menu F3 Motorsport         | 5      | Uitgevallen         | 19   |
| DNS     | 25  | Nico Rosberg           | Team Rosberg               | 0      | Niet gestart        |      |
| DNQ     | 30  | Stefano Gattuso        | Team Corbetta/Ombra        | 0      | Niet gekwalificeerd |      |
| DNQ     | 45  | César Campaniço        | Swiss Racing Team          | 0      | Niet gekwalificeerd |      |
| DNQ     | 29  | Sakon Yamamoto         | Superfund TME              | 0      | Niet gekwalificeerd |      |
| DNQ     | 16  | Omar Galeffi           | Target Racing              | 0      | Niet gekwalificeerd |      |
| DNQ     | 18  | Gregory Franchi        | Lucidi Motors              | 0      | Niet gekwalificeerd |      |
| DNQ     | 17  | Fauso Ippoliti         | Target Racing              | 0      | Niet gekwalificeerd |      |
| DNQ     | 21  | Philipp Baron          | Team Ghinzani Euroc S.A.M. | 0      | Niet gekwalificeerd |      |
| DNQ     | 31  | Davide Mazzoleni       | Team Corbetta/Ombra        | 0      | Niet gekwalificeerd |      |
| DNQ     | 53  | Giacomo Piccini        | Imola Racing               | 0      | Niet gekwalificeerd |      |

1991 · 1992 · 1993 · 1994 · 1995 · 1996 · 1997 · 1998 · 1999 · 2000 · 2001 · 2002 · 2003 · 2004 · 2005 · 2006 · 2007 · 2008 · 2009 · 2010 · 2011 · 2012 · 2013 · 2014 · 2015 · 2016
Lijst van coureurs